# Ostaria
Ostaria o Osteria (in croato Oštarije) è uno scoglio della Croazia situato nel mare Adriatico vicino alla costa dalmata settentrionale, a sud della città di Zaravecchia. Fa parte dell'arcipelago zaratino. Amministrativamente appartiene al comune di Zaravecchia nella regione zaratina.

## Geografia
Ostaria si trova all'imbocco meridionale del canale di Pasman, 240 m a sud di punta Dominis (Rtina) e a sud-est di porto Rosso (Crvena luka). Lo scoglio ha un'area di 5738 m², la costa lunga 296 m e l'altezza di 2,9 m. A sud dello scoglio c'è un segnale luminoso.

### Cartografia
- (HR) Mappa topografica della Croazia 1:25000, su preglednik.arkod.hr. URL consultato il 27 febbraio 2017.
- G. Giani, Carta prospettiva delle Comuni censuarie della Dalmazia, foglio 6, 1839. Fondo Miscellanea cartografica catastale, Archivio di Stato di Trieste.
- Carta di cabottaggio del mare Adriatico, foglio VII, Milano, Istituto geografico militare, 1822-1824. URL consultato il 27 febbraio 2017 (archiviato dall'url originale il 13 aprile 2013).